# Saccothecium cornicola
Saccothecium cornicola är en svampart som beskrevs av Lar.N. Vassiljeva 2006. Saccothecium cornicola ingår i släktet Saccothecium och familjen Dothioraceae.   Inga underarter finns listade i Catalogue of Life.